# Ринов
Ринов (њем. Rhinow) град је у њемачкој савезној држави Бранденбург. Једно је од 26 општинских средишта округа Хафеланд. Према процјени из 2010. у граду је живјело 1.758 становника. Посједује регионалну шифру (AGS) 12063260.

## Географски и демографски подаци
Ринов се налази у савезној држави Бранденбург у округу Хафеланд. Град се налази на надморској висини од 30 метара. Површина општине износи 31,5 km². У самом граду је, према процјени из 2010. године, живјело 1.758 становника. Просјечна густина становништва износи 56 становника/km².